# Caranx lugubris
Caranx lugubris és un peix teleosti de la família dels caràngids i de l'ordre dels perciformes.

## Morfologia
Pot arribar als 100 cm de llargària total i als 17,9 kg de pes.

## Distribució geogràfica
Es troba a les costes occidentals de l'oceà Índic (des de Sud-àfrica fins a Reunió, Maurici i les Seychelles), al Pacífic occidental (des del sud del Japó fins a Nova Caledònia), a l'Atlàntic occidental (des de Bermuda i el nord del Golf de Mèxic fins al Brasil), a l'Atlàntic oriental (Açores, Arxipèlag de Madeira, Cap Verd i Golf de Guinea) i a les costes centrals del Pacífic oriental (des de Mèxic fins a Costa Rica).